# 陶開傳
陶开传（1940年9月—2014年1月10日），安徽定远人，中共党员，1957年7月参加工作，中国政治人物。
1965年7月，毕业于安徽师范大学（原合肥师范学院）政教系。历任生产大队副大队长，广德县中学教师、团委书记，皖南医学院人事处科员、副科长、团委书记、学生处副处长、党委宣传部副部长，皖南医学院党委副书记，安徽机电学院党委副书记、书记，安徽机电学院正厅级督导员。2001年1月退休。2014年1月10日，因病在合肥逝世，享年75岁。